# Canthon staigi
Canthon staigi là một loài bọ cánh cứng trong họ Bọ hung (Scarabaeidae).